# 拟百里香
拟百里香（学名：Thymus proximus）是唇形科百里香属的植物。分布在俄罗斯以及中国大陆的新疆等地，生长于海拔2,000米至2,100米的地区，见于山沟潮湿地或山顶阳坡，目前尚未由人工引种栽培。